# 欲望の法則
『欲望の法則』（よくぼうのほうそく、原題：La Ley del deseo, 英題：Law of Desire）は、1987年に製作されたスペインの映画。監督・脚本は、ペドロ・アルモドバル。

## ストーリー
恋人フアンとの関係に悩む映画監督パブロは、ある日アントニオという青年と関係を持つ。独占欲の強いアントニオはフアンからの手紙を見て嫉妬し、フアンを殺害した。フアンの死を知ったパブロは運転ミスを犯してしまい、頭を打って記憶喪失に陥った。一方アントニオは、パブロの兄で性転換手術によって女性となったティナが友人の娘と同居するアパートに転がり込むが、パブロが記憶を取り戻したと知り、彼女たちの部屋に立てこもってしまった。

## キャスト
- パブロ：エウセビオ・ポンセラ
- ティナ：カルメン・マウラ
- アントニオ：アントニオ・バンデラス
- フアン：ミゲル・モリナ
- 警官：フェルナンド・ギエン
- アダ（少女）：マヌエラ・ベラスコ
- アダ（母）：ビビ・アンデルセン
- 警官：フェルナンド・ギエン・クエルボ
- 弁護士：アグスティン・アルモドバル
- テレビ司会者：ロシ・フォン・ドンナ
- フアンの彼女：ビクトリア・アブリル（カメオ出演）